# Naturschutzgebiet Wannebachtal - Buchholz
Das Naturschutzgebiet Wannebachtal - Buchholz ist ein etwa 95,1 ha großes Naturschutzgebiet im Dortmunder Stadtbezirk Hörde in Nordrhein-Westfalen. Es liegt vollständig in der Gemarkung Syburg.

## Beschreibung
Im Landschaftsplan wird das Gebiet wie folgt beschrieben:

„Das Schutzgebiet umfasst zwei unterschiedliche Lebensraumtypen, nämlich die Waldgebiete Buchholz und (nordöstlich der A 45) Hasenberg sowie das obere Wannebachtal mit seiner vorwiegenden Offenlandstruktur. Beim Buchholz handelt sich um einen Mischwald, der sich bei den Laubhölzern aus Buche, Eiche, Bergahorn und Birke zusammensetzt, während bei den Nadelhölzern Kiefer, Fichte und Lärche vertreten sind. Am Hasenberg ist die Stieleiche dominierend; die Waldbestände werden von mehreren steilwandigen Siepen gequert. Eine besondere Bedeutung haben in den Waldbeständen des Buchholz die zahlreichen, schon vor Jahrzehnten aufgelassenen und oft verfüllten Steinbrüche, die mittlerweile wieder dicht bewaldet sind, in denen jedoch noch teilweise Felswände erhalten sind. Im Osten des Schutzgebiets liegt südlich der Wannestraße ein offen gelassener Steinbruch eines Natursteinbetriebes, in dem dickbankige Ruhrsandsteine anstehen, die als Geotop mit der Objektbezeichnung "Steinbruch südlich Wanne bei Dortmund-Buchholz" unter der Kennung GK-4511-022
ausgewiesen sind.
Einen völlig anderen Charakter weist die Talaue des Wannebachs auf. Das Schutzgebiet umfasst
hier den als Flachmulde ausgebildeten, feuchten bis nassen Talgrund des Wannebachs. Der Talraum wird fast vollständig von Grünland, teilweise von den seltenen Wassergreiskrautwiesen, eingenommen. Größere Flächenanteile in der Bachaue werden nur noch extensiv oder gar nicht mehr genutzt. Hochstaudenfluren und Seggenriede breiten sich hier vermehrt aus. Eine Besonderheit stellt die nördlich der A 45 gelegene Teilfläche dar, wo sich eine orchideenreiche feuchte Wiese sowie lockere Gehölzbestände befinden.“

## Schutzziele
Das Naturschutzgebiet dient der Erhaltung, Entwicklung und Wiederherstellung von Lebensgemeinschaften oder Biotopen bestimmter, wild lebender Tiere und Pflanzenarten. Wichtigste Schutzmaßnahmen sind der Erhalt der Gewässer, die Sicherstellung der extensiven Grünlandnutzung und der Erhalt der Laubmischwälder.

## Pflanzen- und Tierwelt
Im Gebiet ist eine große Zahl seltener und gefährdeter Tierarten heimisch: Kurzflügelige Schwertschrecke, Sumpfschrecke, Bergmolch, Fadenmolch, Teichmolch, Grasfrosch, Erdkröte und die laut Roter Liste stark gefährdete Geburtshelferkröte (RL 3). An Reptilien sind vertreten: Blindschleiche und Waldeidechse.
Bei den im Gebiet vorkommenden Pflanzenarten sind hervorzuheben: Geflecktes Knabenkraut (RL S), Kuckucks-Lichtnelke, Sumpf-Dotterblume (RL 3), Sumpf-Schafgarbe (RL V), Sumpf-Wasserstern (RL 3) und Wasser-Greiskraut (RL 2).

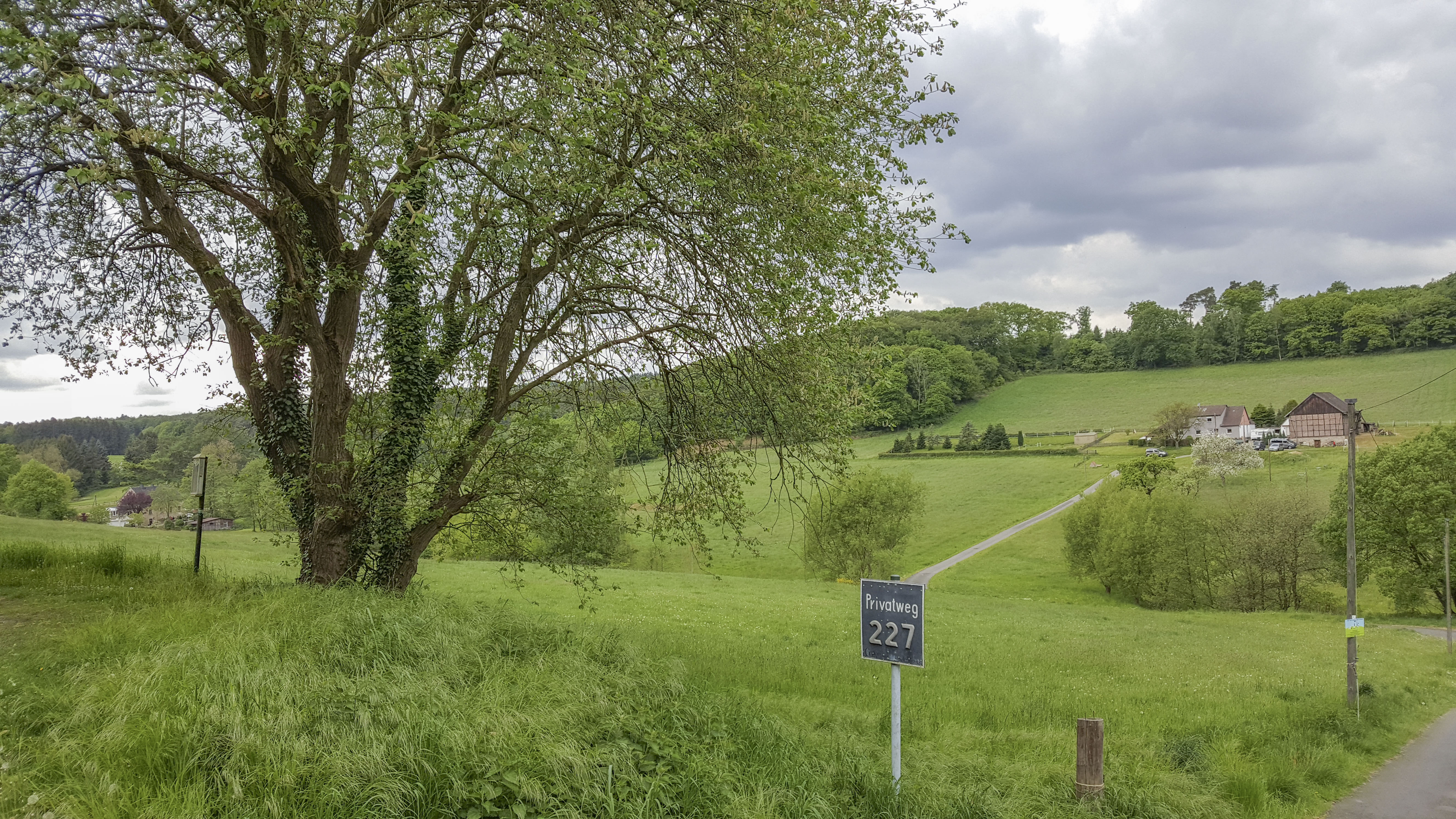
NSG Wannebachtal
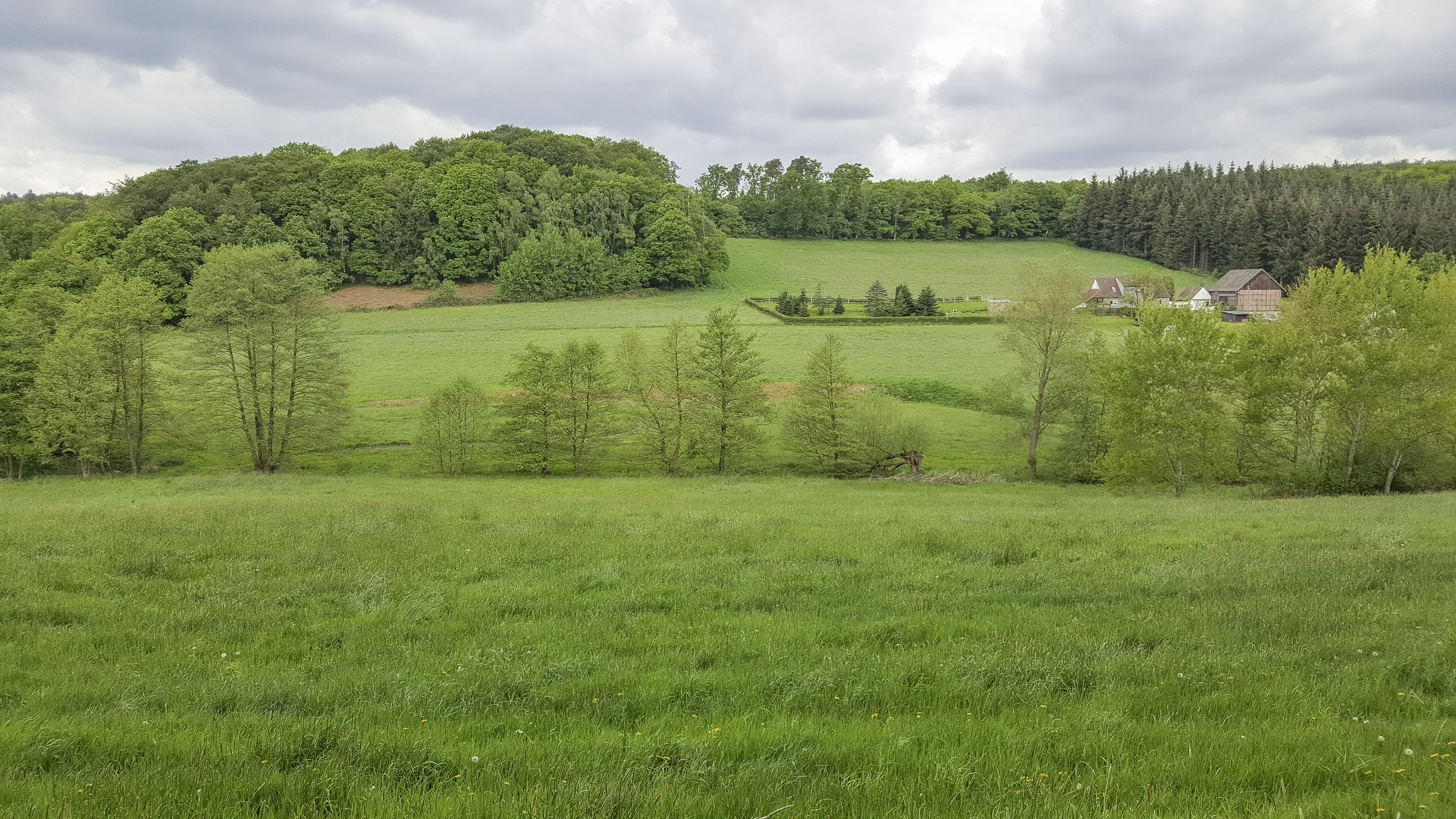
NSG Wannebachtal
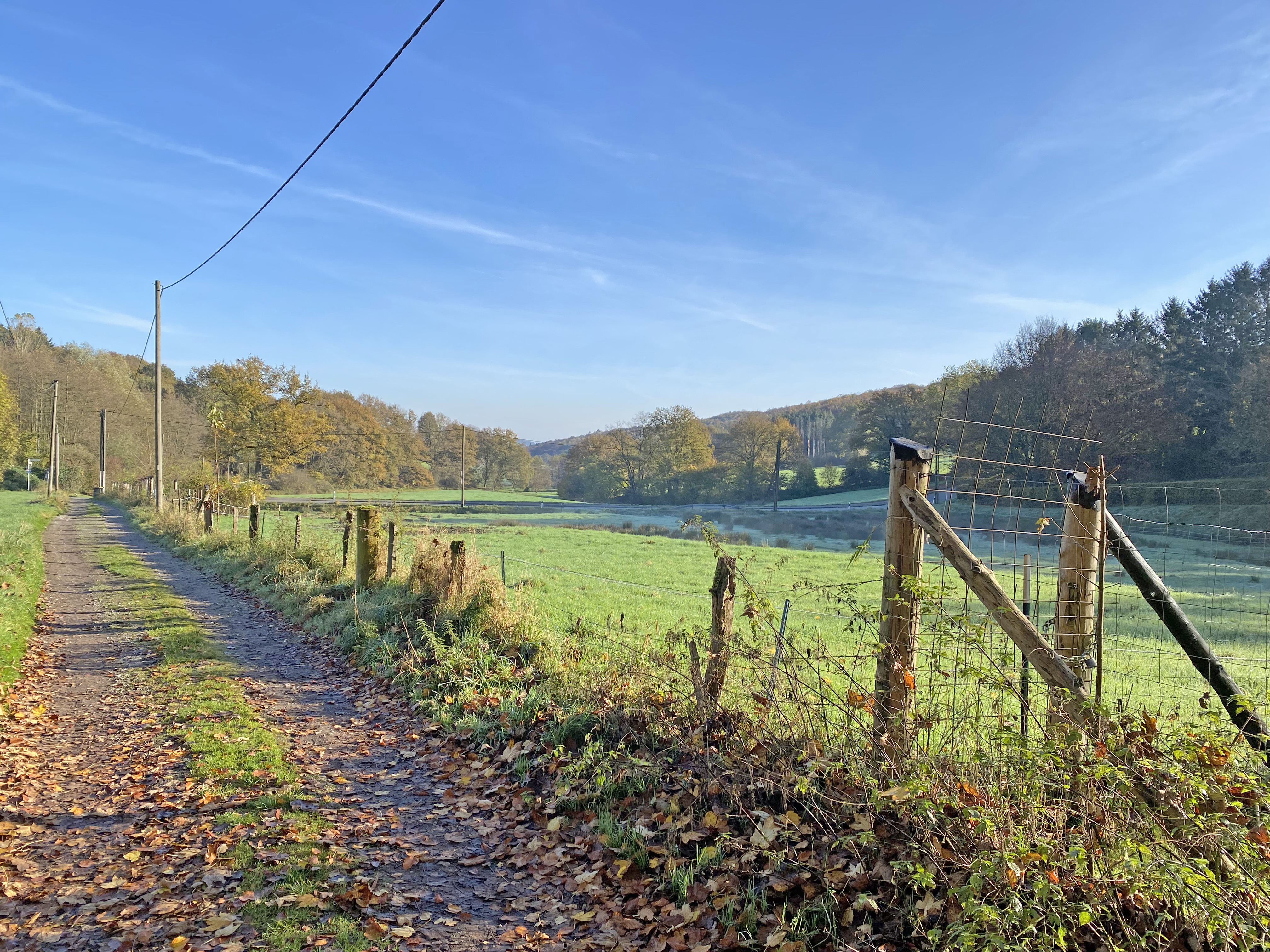
Feuchtwiese am Wannebach im Südwesten des NSG
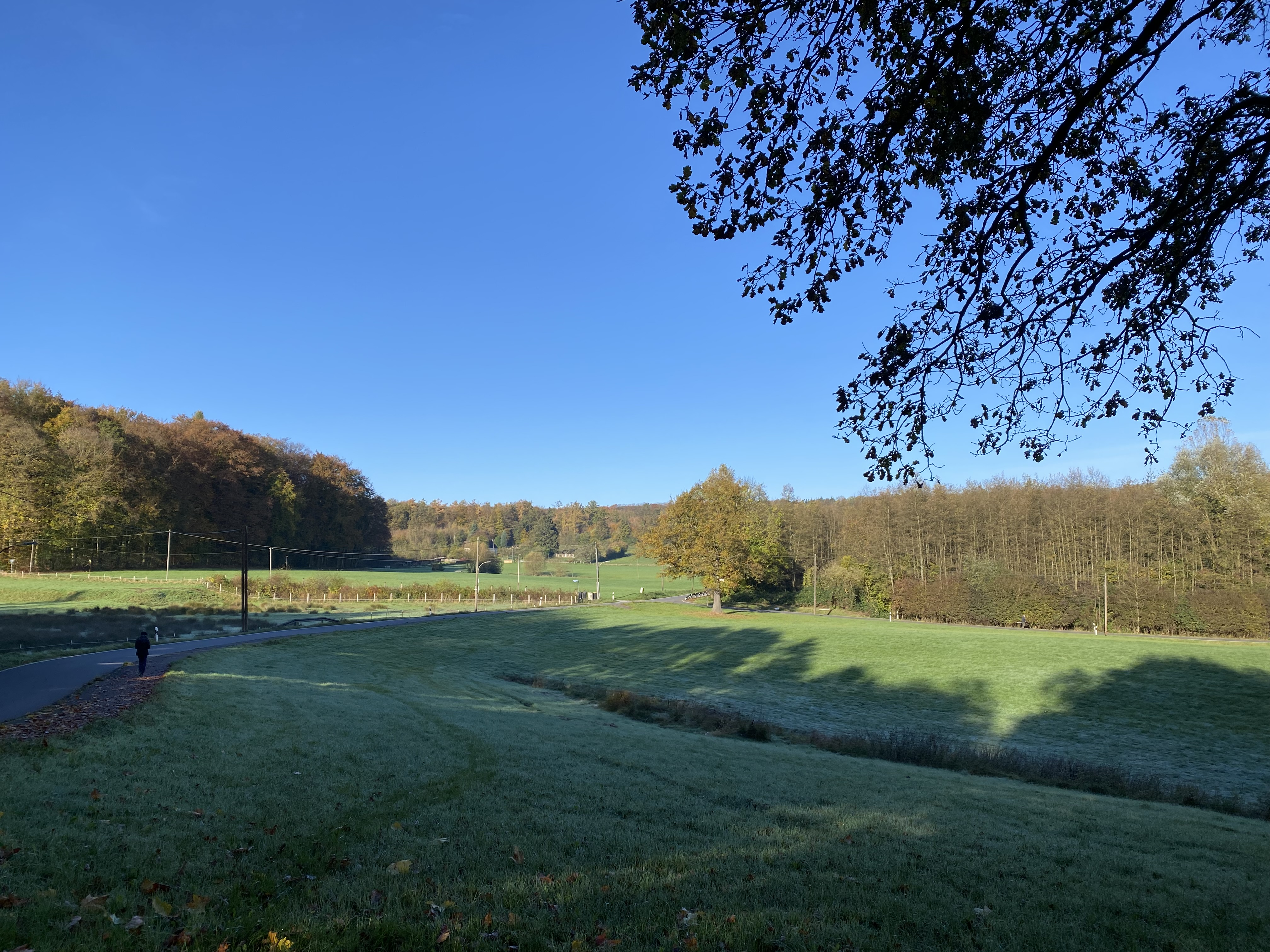
Wannebach unterquert die Reichsmarkstraße